# Renée Faure

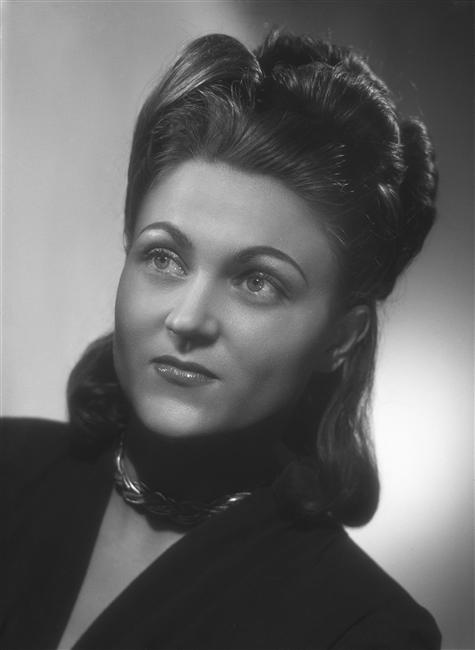
Renée Faure (1948)

Renée Faure (* 14. April 1919 in Paris; † 2. Mai 2005 in Clamart, Hauts-de-Seine) war eine französische Schauspielerin.

## Leben
Renée Faure studierte Schauspiel bei René Simon und André Brunot am Conservatoire national supérieur de musique et de danse de Paris.
Sie war von 1937 bis 1964 Mitglied der Comédie-Française, wo sie u. a. 1946 die Junia in Racines Britannicus in einer Inszenierung von Julien Bertheau spielte. Internationale Bekanntheit erreichte sie 1947 an der Seite Gérard Philipes in der Stendhal-Verfilmung Die Kartause von Parma. In der Folgezeit spielte sie in zahlreichen französischen und internationalen Film- und Fernsehproduktionen unter namhaften Regisseuren wie Henri Verneuil (Der Präsident), Christian-Jaque (Liebenswerte Frauen) und Robert Bresson (Das Hohelied der Liebe) sowie neben berühmten Kollegen wie Philippe Noiret (Der Richter und der Mörder), Jean-Paul Belmondo (Das unheimliche Haus) und in mehreren Filmen Jean Gabin (Der Präsident, Wiesenstraße Nr. 10, Vulkan im Blut).

## Filmografie (Auswahl)
- 1941: Mord am Weihnachtsabend (L’assassinat du Père Noël)
- 1943: Das Hohelied der Liebe (Les Anges du péché)
- 1944: Das Geheimnis der Berghütte (Sortilèges)
- 1948: Die Kartause von Parma (La chartreuse de Parme)
- 1952: Liebenswerte Frauen? (Adorables créatures)
- 1952: Königsmark (Koenigsmark)
- 1954: Rasputin (Raspoutine)
- 1956: Vulkan im Blut (Le sang à la tete)
- 1957: Weiße Fracht aus Paris (Cargaison blanche)
- 1959: Wiesenstraße Nr. 10 (Rue des Prairies)
- 1961: Der Präsident (Le président)
- 1974: Madame Bovary
- 1976: Der Richter und der Mörder (Le juge et l’assassin)
- 1980: Die Geheimnisse von Paris (Les mystères de Paris)
- 1981: Das Begräbnis des Monsieur Bouvet (L’enterrement de Monsieur Bouvet)
- 1982: Tante Blandine
- 1985: Der Filou (L’amour en douce)
- 1992: Das unheimliche Haus (L’inconnu dans la maison)
- 1999: Une femme d’honneur (Fernsehserie, 1 Folge)

## Auszeichnungen
- Mitglied der Ehrenlegion (Offizier)